# 노노 스미카
노노 스미카(일본어: 野々 すみ花 のの すみか[*], 1987년 2월 27일 - )는 일본의 배우이다. 전 다카라즈카 가극단 소라구미 톱여역이다.
교토부 쿠세군 쿠미야마쵸, 성모학원고등학교 출신이다. 키 161cm, 혈액형 O형이다. 애칭은 "스미카"이다.

## 약력
2003년, 다카라즈카 음악학교에 입학.
2005년, 다카라즈카 가극단 91기생으로 입단. 하나구미 공연 「마라케시 붉은 묘표／엔터 더 레뷰」로 초무대. 그 후, 하나구미에 배속.
탁월한 연기력으로 일찍부터 주목을 받아, 2007년, 「아케치 코고로의 사건부 -검은 도마뱀」에서 신인공연 첫 히로인. 입단 2년차에 발탁이었다. 이후에도 세차례 신인공연 히로인을 맡았다. 같은 해의 「무희」에서 다카라즈카 바우홀 공연 첫 히로인. 이듬해 3월, 재연되었다.
2008년, 「긴짱의 사랑」 (시어터 드라마시티/일본청년관 공연)으로 동상 공연 첫 히로인. 후에 톱콤비가 되는 오오조라 유우히의 상대역을 맡았다. 2009년, 「오구리!」 (바우홀/일본청년관 공연)으로 동상공연 히로인. 같은 해 6월 16일자로 오오조라와 함께 소라구미로 조이동하였고, 7월 6일자로 소라구미 톱여역에 취임. 입단 5년차에 톱 취임이 되었다. 오오조라의 상대역으로써, 「카사블랑카」로 톱콤비 대극장 오히로메. 같은 해, 이케다 은행의 이미지 걸을 맡았다.
2012년 7월 1일, 「화려한 나날／클라이맥스」 도쿄 공연 천추락을 기해, 오오조라 유우히와 함께 다카라즈카 가극단을 퇴단. 같은 해, 7월 12일에 우메다 예술극장 소속이 되었다고 발표하였다.
2013년 1월, 니나가와 유키오 연출 무대 「기도와 괴물 〜윌빌의 세 자매〜」로 배우로 데뷔. 2014년에는 뮤지컬 「쉘부르의 우산」에서 여주인공 준비에브 역을 맡았다. 2015년에는 채플린의 만년 걸작 영화 『라임라이트』의 세계 최초 무대화 작품인 「음악극 라임라이트」에서 여주인공 발레리나 테리 역을 연기하는 등 무대 작품에 출연했다.
또, TV에서는 TBS 「히타치 세계・신기 발견!」 미스터리 헌터로서, 2013년부터 14회 (2021년 9월 시점) 동안 출연하였다. 2014년 6월에 NHK 목요사극 「요시하라 다르고 같은 마음(吉原裏同心)」에서 요시하라 유곽의 정점에 선 오이란 우스즈미 타유 역을, NHK 연속 텔레비전 소설 「아침이 온다」에 샤미센 스승 미와 역으로 레귤러 출연하였다.
2018년 2월 26일, 결혼했음을 발표하였다. 같은 해 7월 1일, 우메다 예술극장과의 계약을 종료하고, 개인으로서 활동할 것을 발표하였다.
2019년, 첫 아이인 아들을 출산했다고 알렸다.

## 인물
3자매의 장녀이다. 어린 시절에는 사람들 앞에서 말하는 것조차 서툴렀지만, 다카라즈카 가극을 좋아하던 아버지가 "너는 다카라즈카에 들어가라"고 해서 6살부터 클래식 발레와 피아노를 배우기 시작했다. 밭과 논으로 둘러쌓인 녹음이 우거진 교토 교외에서 자라, 방과 후 레슨이나 동아리 활동을 마친 후에는 교토 야채 재배나 계란 수확 등 농사를 짓는 친가를 도왔다.
초등학교 저학년 때, 우연히 텔레비전에서 본 다카라즈카 가극에 감격해, 톱여역의 하나후사 마리가 큰 날개를 메고 대계단을 내려오는 모습을 본 순간 "나는 여기에 간다" 라고 다카라즈카에 뜻을 두었다.
예명의 유래는 "들에 피는 꽃처럼, 비가 오든 바람이 불든 땅에 뿌리를 내리고, 작아도 좋으니 다정한 꽃으로 보이길"라고 본명을 살리면서 가족끼리 상의하여 정했다.

## 광고
- 2009 - 2012년, 『이케다 센쥬은행』

## 수상이력
- 2008년, 『다카라즈카 가극단 연도상』 - 2007년도 신인상
- 2011년, 『다카라즈카 가극단 연도상』 - 2010년도 우수상
- 2011년, 『한큐 스미레회 팬지상』 - 여역상